# T-ara
T-ara (кор. 티아라, яп. ティアラ) — южнокорейская гёрл-группа, сформированная в 2009 году компанией MBK Entertainment. Коллектив состоит из четырёх участниц: Кьюри (она же лидер), Ынчжон, Хёмин и Чжиён.
Карьера группы отмечена композициями в жанре данс-поп с тяжёлыми хуками, что является результатом их тесного сотрудничества с популярным южнокорейским композитором и продюсером Shinsadong Tiger. Благодаря разнообразию концептов, используемых в каждом камбэке, коллектив также стал «хамелеоно-подобным».
T-ara дебютировали в июле 2009 года с синглом «Lie» после изменений в составе из-за разных творческих взглядов. Их дебютный студийный альбом Absolute First Album, выпущенный в декабре, содержал несколько хитов, в том числе «TTL (Time to Love)», «Bo Peep Bo Peep» и «You Drive Me Crazy».
Национальное признание группа получила в 2011 году, выпустив хит-сингл «Roly-Poly», который стал самым продаваемым в Gaon Digital Chart по итогам того же года. На пике популярности в Японии они подписали контракт с J-Rock, и сумма сделки составила 4,7 миллиона долларов — самая высокая цена среди всех женских групп, выступавших на тот момент. Дебютный японский сингл и альбом мгновенно достигли золотых сертификаций в стране. Корейский мини-альбом Black Eyes, выпущенный в тот же год, также содержал хиты «Cry Cry», «We Were in Love» и «Lovey-Dovey».
2012 год стал переломным в карьере T-ara после обвинений в издевательствах над одной из участниц группы, в результате чего Хваён покинула коллектив, и Арым ушла годом позднее. После этого успех последующих релизов группы постоянно варьировался, и в 2014 году они сфокусировались на промоушене в Китае, став одной из самых популярных корейских женских групп в стране.
Последний релиз T-ara в составе шести участниц откладывался до мая 2017 года из-за истечения контрактов Соён и Борам; позднее камбэк был отложен до июня в связи с конфликтом менеджмента. Кьюри, Ынчжон, Хёмин и Чжиён продлили свои контракты с MBK Entertainment до 31 декабря 2017 года, и в январе 2018 года участницы вступили в судебные разбирательства после их истечения, чтобы сохранить имя группы и не использовать его в качестве торговой марки. 3 января 2018 года группа объявила бессрочный перерыв, позволив участницам продолжить свою сольную карьеру. T-ara воссоединились спустя четыре года и выпустили свой первый независимый альбом Re:T-ara в ноябре 2021 года.
T-ara считаются одной из популярнейших женских корейских групп второго поколения наряду с Wonder Girls, Kara, Girls’ Generation, 2NE1 и 4Minute.

## Карьера

### 2009—2011: Формирование, прорыв в карьере и японский дебют

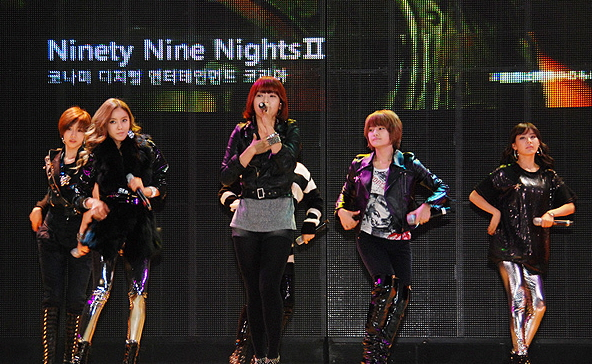
T-ara на Xbox 360 Invitational, октябрь 2009 года

Изначально утверждённый состав T-ara из пяти участниц (Чжиэ, Чживон, Ынчжон, Хёмин и Чжиён) стажировался под крылом Mnet Media (ныне Stone Music Entertainment) на протяжении трёх лет. Значение названия группы, основанное на слове «тиара», пришло из идеи, что девушки станут «королевами музыкальной индустрии». В апреле 2009 года они выпустили первую песню «좋은 사람 (Good Person)» в качестве саундтрека для дорамы «Отражение желаний». Чжиэ присоединилась к SeeYa и Davichi для песни «여성시대 (Women’s Generation)», которая была выпущена в мае. В июне Mnet Media объявили об уходе Чжиэ и Чживон из-за различий в творческих взглядах, сначала добавили Борам, дочь певца Чон Ён Рока и актрисы Ли Ми Ён. Соён, бывшая трейни SM Entertainment, которая изначально должна была стать лидером Girls’ Generation, вместе с Кьюри была добавлена в группу за три недели до дебюта. В начале июля T-ara перешли в Core Contents Media, дочернюю компанию Mnet Media.
29 июля T-ara появились на телешоу «Звезда Радио», а 30 июля состоялось дебютное выступление на M!Countdown с «거짓말 (Lies)» и «놀아볼래? (Wanna Play?)», которое оказалось раскритиковано за использование фонограммы, а сама постановка номера выглядела как «выступление из начальной школы». После этого было объявлено, что в дальнейшем девушки будут выступать вживую. В сентябре Ынчжон, Соён, Хёмин и Чжиён сотрудничали с Квансу, Чжихёком и Гонилем из Supernova для сингла «TTL (Time to Love)»; релиз стал успешным, достигнув вершины корейских чартов. В октябре была выпущена «TTL Listen 2», где в записи приняли участие все участницы T-ara и Supernova.
27 ноября был выпущен дебютный студийный альбом Absolute First Album, и фанатам предоставили выбор сингла для продвижения — «Bo Peep Bo Peep» или «처음처럼 (Like the First Time)», и в голосовании победила последняя, однако, по неизвестным причинам, промоушен был проведён с «Bo Peep Bo Peep». «Bo Peep Bo Peep» достигла 4 места в Gaon Digital Chart, в то время как «처음처럼(Like the First Time)» попала на 10 строчку. 4 декабря состоялся камбэк-стейдж на Music Bank. На Golden Disk Awards T-ara удостоились награды в номинации «Новичок Года» вместе с 4Minute.
Впервые группа одержала победу на музыкальном шоу в новогоднем эпизоде Music Bank. В общей сложности «Bo Peep Bo Peep» становилась № 1 пять раз: два раза на Music Bank, и три — на Inkigayo («тройная корона»). Позднее в январе был анонсирован промоушен с «처음처럼 (Like the First Time)», но он быстро завершился, потому что Соён заболела гриппом. Девушки также приняли эпизодическое участие в дораме «Мастера обучения», где Чжиён исполнила главную роль.

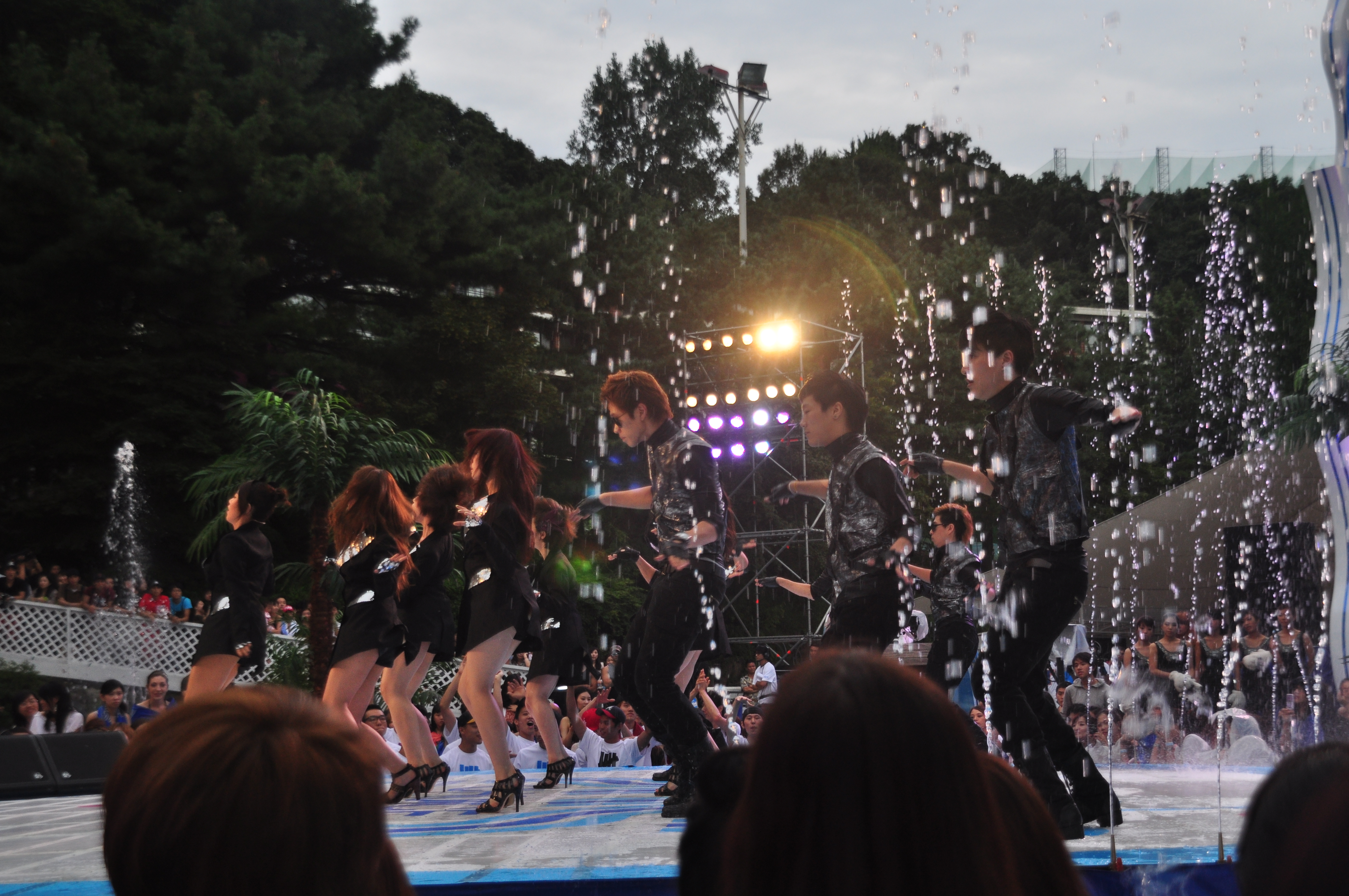
T-ara на Mnet Choice Awards, 2010 год

В феврале 2010 года было анонсировано переиздание дебютного альбома Absolute First Album — Breaking Heart. Синглы «너 때문에 미쳐 (I Go Crazy Because of You)» и «내가 너무 아파 (I’m Really Hurt)» были выпущены в цифровом формате 23 февраля, и дебютировали на 2 и 33 позициях цифрового чарта соответственно. В тот же день был проведён камбэк-стейдж на M!Countdown и в течение промоушена «너 때문에 미쳐 (I Go Crazy Because of You)» выиграл на музыкальных шоу трижды: два раза на Inkigayo и один раз на M!Countdown. 3 марта переиздание Breaking Heart вышло на физических носителях, дебютировав на третьем месте в Gaon Album Chart, по итогам месяца альбом вошёл в топ-5 по продажам, а за год было продано 40 695 копий. После завершения промоушена с «너 때문에 미쳐 (I Go Crazy Because of You)» T-ara продвигались с «내가 너무 아파 (I’m Really Hurt)» до начала апреля. В июне группа пожертвовала все средства с проданного мерча Чемпионата мира по футболу детям из Африки. 16 июля представили группы объявили о добавлении новой участницы — Хваён.
В ноябре T-ara приняли участие в третьем сезоне реалити-шоу «Привет, детка», где ухаживали за юным актёром Муном Мэйсоном и его двумя братьями. Цифровой сингл «왜 이러니 (Why Are You Being Like This)» был выпущен 23 ноября. Первый мини-альбом Temptastic был выпущен в цифровом формате 1 декабря с синглом «Yayaya», а релиз на физических носителях был отложен до 3 декабря в связи с обстрела острова Ёнпхёндо артиллерией КНДР ранее в ноябре. Новым лидером стала Борам, и промоушен стартовал с 3 декабря.

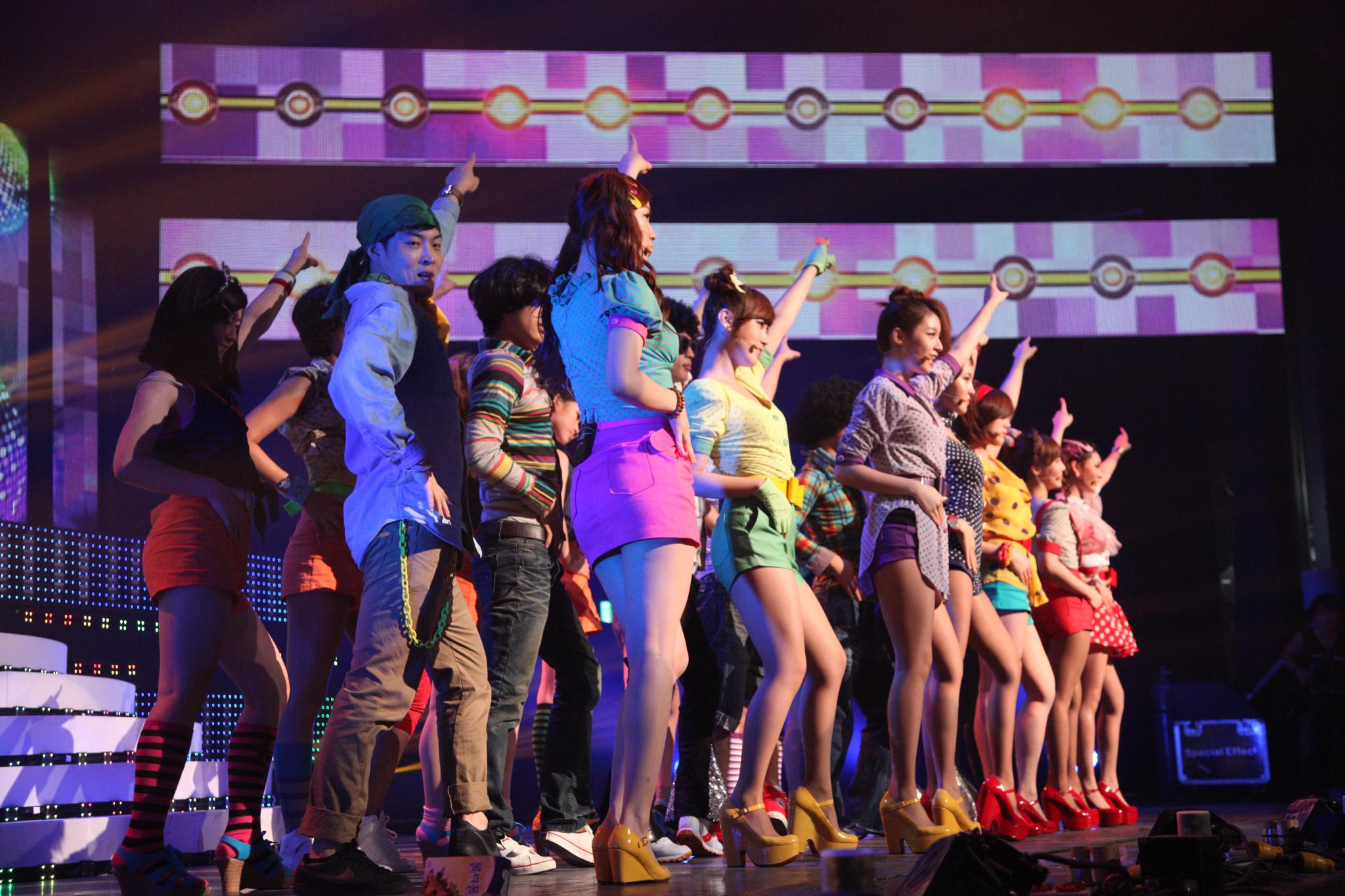
T-ara на Cyworld Dream Music Festival, 2011 год

Релиз второго мини-альбома John Travolta Wannabe состоялся 29 июня 2011 года, и синглом в его поддержку стала композиция «Roly-Poly», ставшая прорывом в карьере группы. По итогам года песня стала самой продаваемой в Корее, общий тираж проданных цифровых копий составил 4 миллиона, что также сделало его одним из самых продаваемых синглов в стране за всё время. 2 августа было выпущено переиздание Roly-Poly in Copacabana, и T-ara продвигались с ремикс-версией «Roly-Poly» на музыкальных шоу.
28 сентября был выпущен дебютный японский сингл «Bo Peep Bo Peep», который стал первым в истории дебютным синглом не японского артиста, достигшим вершины чарта Oricon. Песня также стала № 1 в Billboard Japan Hot 100 и получила золотую сертификацию.
В ноябре T-ara выпустили второй мини-альбом Black Eyes, который достиг второй строчки альбомного чарта. Сингл «Cry Cry» достиг успеха в Корее, количество скачиваний составило почти 4 миллиона. Бюджет на съёмки видеоклипа составил 1 миллион южнокорейских вон, а общий хронометраж сюжета составлял 30 минут. 30 ноября был выпущен второй японский сингл «Yayaya».
В декабре агентство объявило, что новым лидером T-ara назначена Соён (ранее эту позицию занимала Хёмин); в официальном заявлении сказано, что «у неё есть сильное чувство ответственности, поэтому она будет лидером после Ынчжон, Борам и Хёмин». В том же месяце состоялась мини-серия концертов в Японии, названная X-mas Premium Live. 23 декабря T-ara выпустили рождественский сингл «우리 사랑했잖아 (We Were in Love)». В конце года корейский институт Гэллапа признал T-ara второй крупнейшей корейской гёрл-группой после Girls’ Generation.

### 2012—2013: Скандал с буллингом, T-ara N4 иAgain

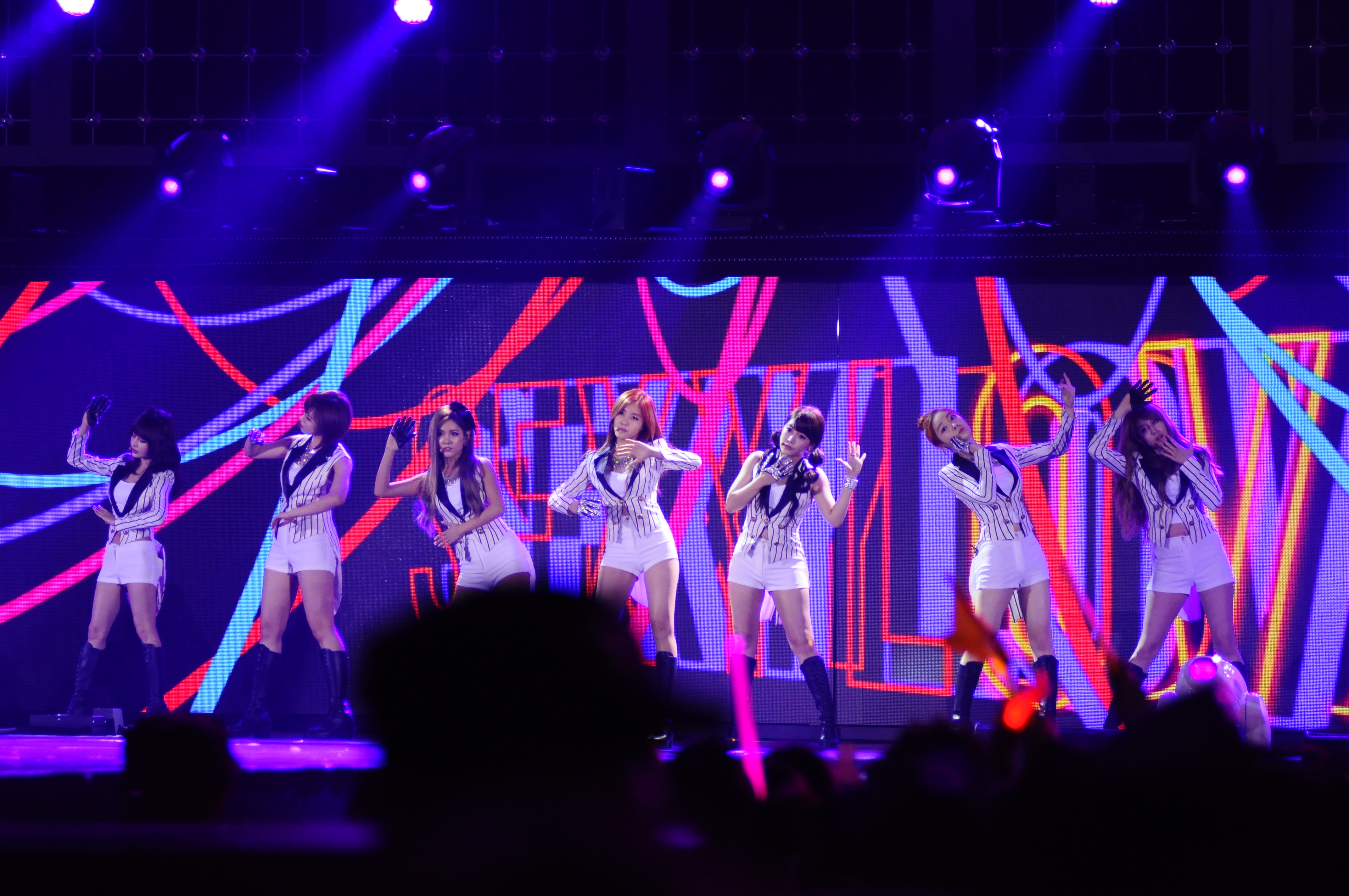
T-ara на выступлении во Вьетнаме, ноябрь 2012 года

3 января 2012 года было выпущено переиздание Black Eyes — Funky Town, на конец года продажи составили 73 004 копии. Сингл «Lovey-Dovey» стал третьим синглом группы, преодолевшим порог в 3 миллиона скачиваний на территории Кореи. В феврале корейский Forbes поместил T-ara в рейтинг «Топ-40 влиятельных знаменитостей», и они стали третьими среди женских групп и седьмыми женскими артистами в целом. В апреле агентство анонсировало добавление в группу двух новых участниц; 30 мая была представлена 14-летняя Дани, которая должна была стать в группе самой младшей по возрасту, но так и не дебютировала в составе группы. 14 июня Core Contents Media представили 18-летнюю Арым.
6 июня был выпущен первый полноформатный японский альбом Jewelry Box, в поддержку которого ранее было выпущено 4 сингла: «Bo Peep Bo Peep», «Yayaya», «Roly-Poly» и «Lovey-Dovey». Через 2 недели T-ara начали свой первый японский тур T-ara Japan Tour 2012: Jewelry Box. 3 июля T-ara выпустили четвёртый корейский мини-альбом Day by Day, что также ознаменовало дебют Арым.
25 и 26 июля T-ara проводили концерты в Японии; Хваён выступила лишь на одной песне из-за травмы ноги. После концерта одна из участниц группы написала в Твиттере о неком «плохом человеке», и четыре другие согруппницы согласились с ней; позже выяснилось, что в этом, помимо Хваён, была замешана её сестра Хёён. Сообщения оставили впечатление о травле Хваён и серьёзном конфликте внутри T-ara. 30 июля Core Music Contents объявили об уходе Хваён из группы. Основатель и генеральный директор агентства, Ким Кван Су, сказал, что контракт Хваён был прерван из-за её отношения к работе в группе, и скандал с травлей не является причиной её ухода. В результате T-ara пришлось временно приостановить деятельность, и каждая участница занялась индивидуальным продвижением. И Хваён, и участницы группы подтвердили, что никакой травли внутри коллектива не было, но также согласились, что между девушками был конфликт. 13 августа новостной портал Chosun Ilbo опубликовал эксклюзивное интервью Соён, где она впервые рассказала подробности по поводу скандала; по её словам, участницы группы были расстроены, что Хваён не смогла выступать с ними, а пошла в салон красоты, и что они просили агентство решить ситуацию без последствий. В начале августа было объявлено, что запланированный на 11 августа концерт, как и предстоящий камбэк T-ara, отложены на неопределённый срок.
3 сентября было выпущено переиздание Day by Day — Mirage; по итогам месяца было продано 27 267 копий. 10 сентября было объявлено о выпуске первого сборника хитов в честь первой годовщины японского дебюта, куда войдут все ранее выпущенные корейские синглы, кроме «Sexy Love» и «Day by Day»; сборник T-ara’s Best of Best 2009—2012: Korean ver. был выпущен 10 октября. 26 сентября была выпущена японская версия «Day by Day», и клип содержал кадры из оригинальной корейской версии. В октябре была выпущена японская версия «Sexy Love», и через некоторое время T-ara отправились в Японию, где проводили промо-кампанию будущего сингла.

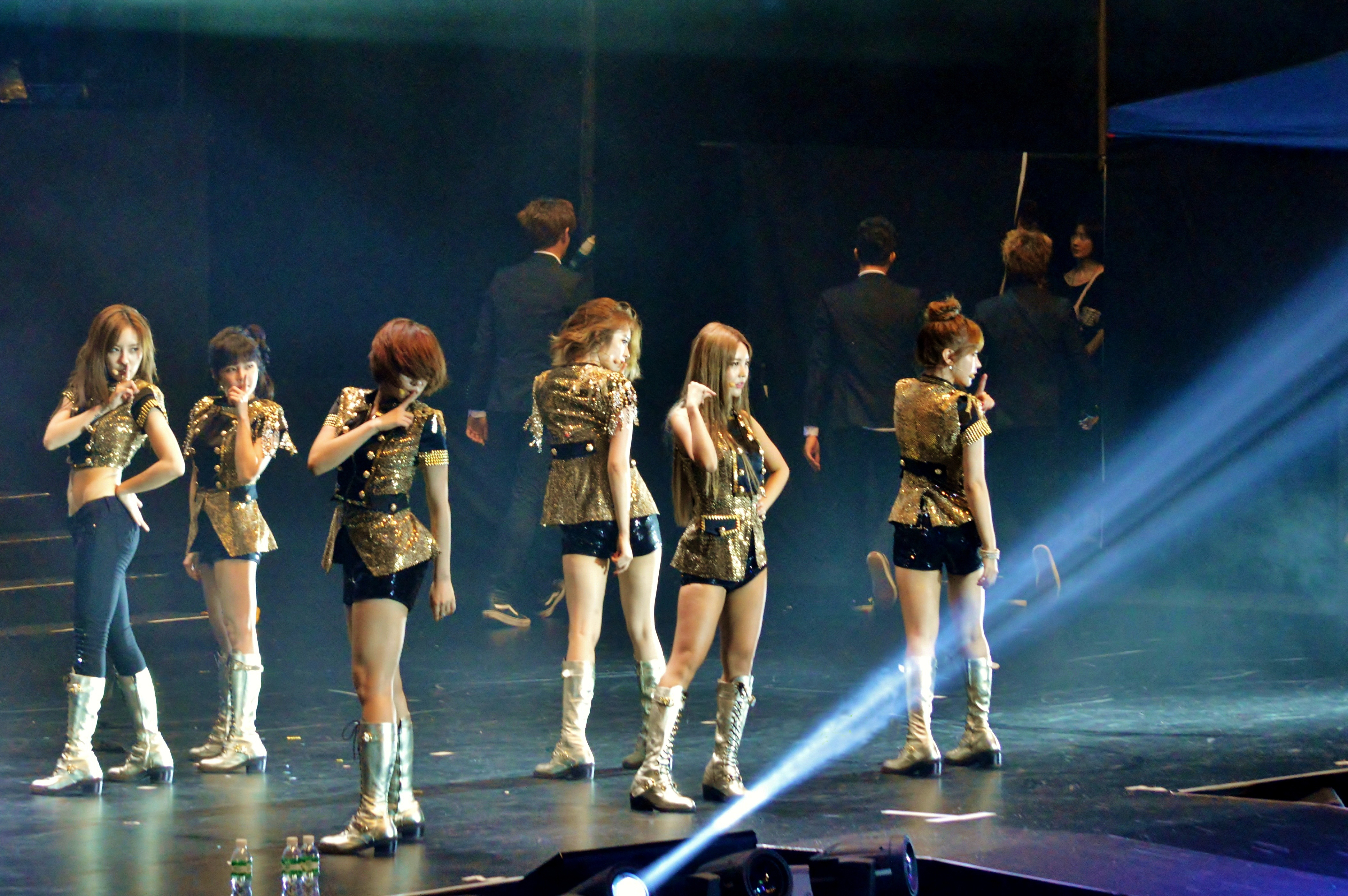
T-ara на It’s T-ara’s Time Live в Гонконге, август 2013 года

20 марта 2013 года T-ara выпустили шестой японский сингл «Bunny Style!». Он стал первым в карьере группы, спродюсированным исключительно для японского рынка. Сингл был выпущен в десяти разных версиях: семь из них содержали сольную песню от одной из участниц, а ещё в трёх были специальные композиции от саб-юнита. Для продвижения T-ara провели шоукейсы в 10 японских городах, начиная с 20 февраля в Саппоро и заканчивая 9 марта в Нагасаки. 1 апреля японский лейбл EMI Music Japan стал дочерней компанией Universal Music Group, и агентство переименовали в EMI Records Japan. Дальнейшим продвижением T-ara в Японии будет заниматься Universal Music Japan.
В начале апреля было объявлено о создании первого официального саб-юнита T-ara — T-ara N4, в состав которого вошли Ынчжон, Хёмин, Чжиён и Арым. T-ara N4 дебютировали 29 апреля с синглом «전원일기 (Jeon Won Diary)». 10 июня был выпущен цифровой сингл «Painkiller» при участии SeeYa, 5 Dolls и Speed.
10 июля было объявлено об уходе Арым; причиной послужило желание заниматься сольной карьерой. 13 июля T-ara выступили на крытой арене Ниппон Будокан в честь предстоящего релиза второго японского альбома Treasure Box 7 августа и объявили, что новым лидером группы стала Кьюри. 30 июля был выпущен видеоклип «Bikini» при участии Davichi и Skull.
15 сентября Core Contents Media сообщили, что T-ara готовятся к корейскому камбэку, и в его преддверии был проведён концерт в Монголии вместе с Davichi, Speed и SeeYa. 6 октября группа выступила на Dream Concert с песней «Number 9». 10 октября состоялся релиз мини-альбома Again, где «Number 9» стала синглом. Again также стал первым релизом группы в оригинальном составе из шести человек с дебюта.
2 декабря T-ara выпустили сингл «Do You Know Me», которая стала частью переиздания Again 1977. 14 декабря они также выпустили рождественский сингл «Hide & Seek».

### 2014—2016:And & End,So GoodиRemember

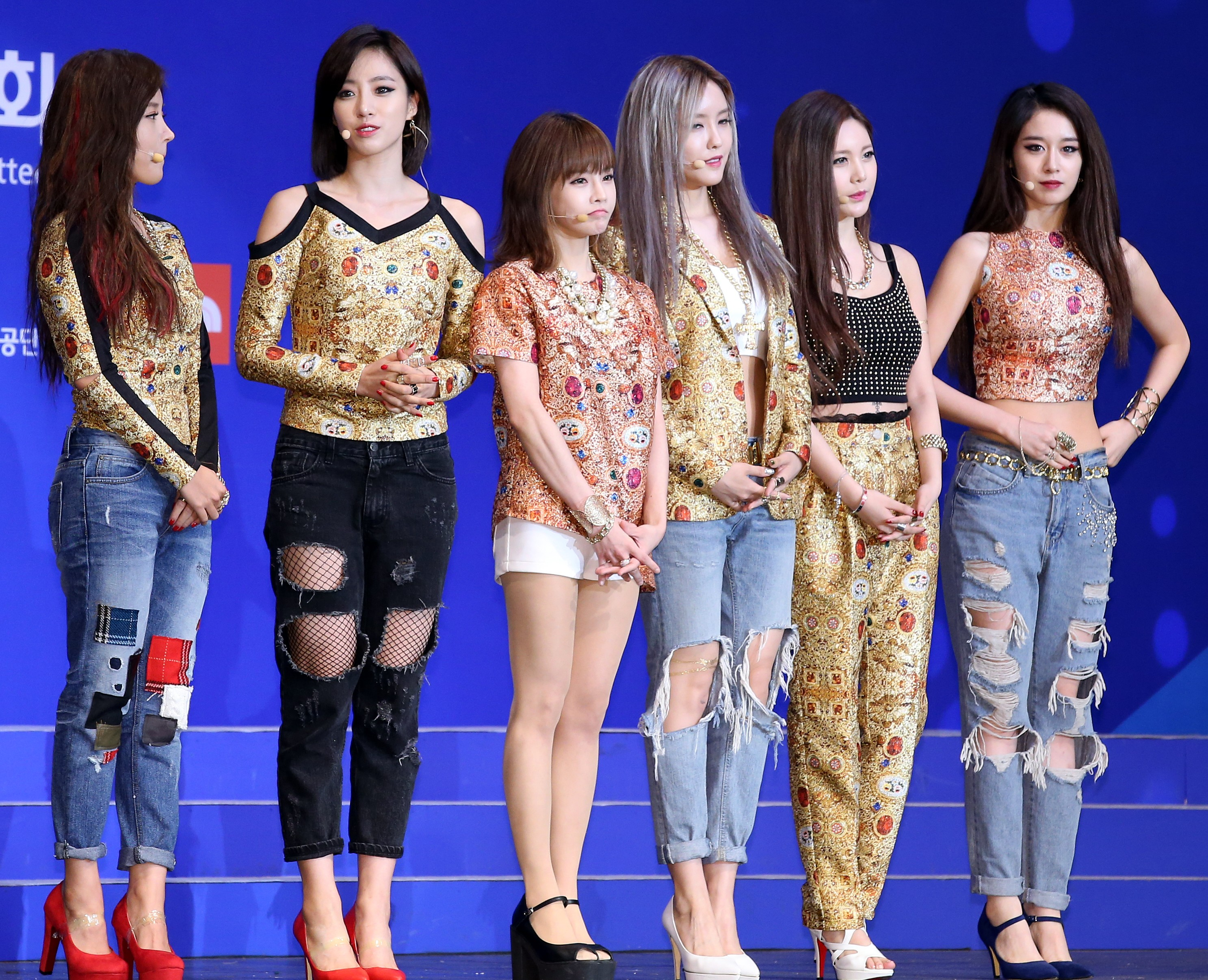
T-ara во время церемонии открытия Team Korea, сентябрь 2014 года

8 января 2014 года T-ara назвали седьмой лучшей группой по показателям в цифровых музыкальных чартах прошлого десятилетия. 19 января группа провела второй концерт в Чэнду из пяти запланированных в Китае на целый год. 14 февраля вместе с Speed провели концерт в Пномпени. 19 февраля состоялся релиз сингла «First Love» Хёмин, Соён и Чжиён при участии рэпера EB в рамках проекта Чон Ён Су «Все звёзды». 5 марта были выпущены японские синглы «Lead The Way» и «LA’booN»; третий японский альбом Gossip Girls вышел 14 мая.
11 сентября был выпущен шестой корейский мини-альбом And & End с синглом «Sugar Free». Песня была вдохновлена EDM и является частью жанра Big Room — поджанра электро-хауса. 24 сентября был выпущен альбом с ремиксами EDM CLUB Sugar Free Edition, где также была английская версия «Sugar Free». 13 октября стало известно, что T-ara подписали контракт с крупной китайской развлекательной компанией Longzhen Culture Development, и сумма сделки составила 5 миллионов южнокорейских вон.
24 ноября T-ara выпустили корейскую и китайскую версии кавера «Little Apple» популярного китайского дуэта Chopstick Brothers. 25 декабря группа провела свой первый концерт в Сеуле; ввиду того, что участницы хотели быть ближе к своим фанатам, максимальное количество мест составило чуть больше тысячи. 27 декабря состоялся первый концерт в Шанхае, и он стал первым в китайском туре.
9 января 2015 года T-ara отправились в Хошимин, где на следующий день у них состоялся фанмитинг; новость освещалась в прессе с момента анонса от MBK 7 января, и в аэропорту девушек ждали более 500 фанатов. 7 февраля дебютировала проект-группа TS, в состав которой вошли Ынчжон, Соён, Чо Сын Хи, Минкён, Kи-О, Чжонгук и Сечжон. В марте было объявлено, что T-ara станут хэдлайнерами выступления в честь коронации малайзийского Султана в Джохор-Бару вместе с Sistar и Тaboo. Селфи Ибрагима Исмаила с группой стало очень популярно в социальных сетях.
20 июня T-ara начали свой первый китайский тур — Great China Tour, который продолжался 15 месяцев и завершился в сентябре 2016 года в Шанхае. 17 июля MBK подтвердили летний камбэк группы, и 3 августа был выпущен седьмой мини-альбом So Good. 13 августа была проведена пресс-конференция для предстоящей веб-дорамы «Сладкий соблазн», премьера которой состоялась в октябре.
15 октября веб-сайт Insider Monkey опубликовал список 16 самых продаваемых гёрл-групп за всё время, и T-ara расположись на 10 месте с продажами в 36,18 миллиона копий. На волне популярности в Китае группа также участвовала в популярном китайском шоу «Игры разума», и T-ara стали первой корейской группой и вторым корейским артистом после Ким Сухёна, кто там участвовали.
4 июня 2016 года T-ara приняли участие в Dream Concert. 1 сентября газета Dong-a Ilbo опубликовало список айдолов, которые имеют в Корее огромное влияние, и в опросе приняло участие 2 тысяч человек; в категории «14 любимых песен» T-ara заняли 14 место с «Roly-Poly». 9 сентября T-ara выступили на IASGO в Сеуле, а двумя днями позже состоялся фанмитинг в Токио. Там впервые была исполнена новая песня «Memories». 29 сентября состоялась премьера выпуска шоу «Мастер вождения» с Хёмин и Ынчжон. 1 октября T-ara приняли участие в Busan One Asia Festival, а 4 октября выступили на специальном к-поп концерте.
9 ноября был выпущен восьмой мини-альбом Remember.

### 2017—2018:What’s My Name?и судебные разбирательства

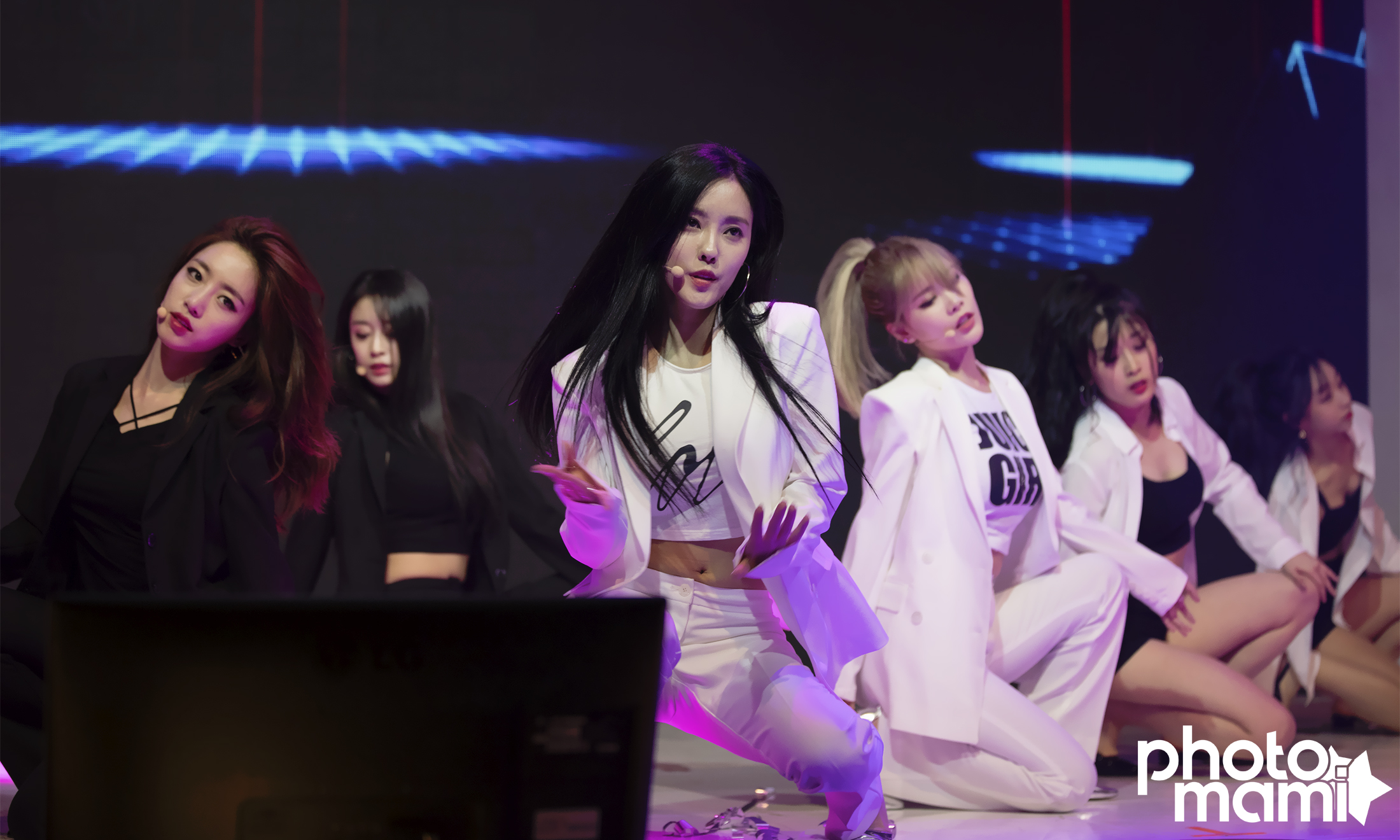
T-ara на шоукейсе What’s My Name?, июнь 2017 года

В феврале 2017 года Хваён и Хёён появились на телевидении и вновь затронули скандал с буллингом; Хваён призналась, что только сестра поддерживала её в этот тяжёлый период. Некоторое время спустя бывший стафф группы, работавший с T-ara, заявил, что Хваён и Хёён сами занимались травлей других участниц, а Хёён также угрожала физической расправой Арым, которая не поддерживала поведение Хваён. После всё больше стаффа T-ara заявляли о неуважительном отношении со стороны Хваён к персоналу и то, что травма ноги была сфабрикована, чтобы она получила больше внимания и симпатии. Сначала Хваён пыталась всё отрицать, однако позднее подтвердила, что сообщения с угрозами были реальными. В результате отрицательного отклика публики за свои действия и исключения из некоторых телешоу, Хваён удалила свой аккаунт в Инстаграме.
6 марта MBK объявил о выпуске финального альбома T-ara в мае, так как после этого промежутка времени у Соён и Борам заканчивается срок контрактов и они покинут агентство. 7 мая компания заявила о задержке релиза до мая, таким образом, группа будет продвигаться в качестве квартета. Последнее выступление T-ara в составе шести человек состоялось 13 мая. Девятый мини-альбом What’s My Name? был выпущен 14 июня, и впервые за 5 лет T-ara выиграли на музыкальном шоу.
15 июля T-ara выпустили саундтрек к дораме «Величайший миг». 4 ноября состоялся концерт во Вьетнаме.
3 января 2018 года Хёмин в своём Инстаграме сообщила, что уходит из агентства вместе с Чжиён, Ынчжон и Кьюри, так как срок их контрактов также подошёл к концу. В тот же день MBK это подтвердили, но было объявлено, что T-ara не распадаются. Агентство также сообщило, что зарегистрировало T-ara как товарный знак в конце декабря. 19 января участницы подали судебный иск, чтобы сохранить имя группы и запретить его использование в качестве торговой марки. 8 августа Закон о товарных знаках отклонил марку T-ara.

### С 2020
2 октября 2020 года группа провела единственное воссоединение в честь Чусока вместе с U-Kiss, Наршей, Teen Top, и SS501.
В июле 2021 года группа посетила телевизионное шоу «Всезнающие братья», где рассказали, что группа не расформирована, и они обсуждают удобное для всех время, чтобы выпустить новый альбом. 29 июля на 12-й годовщину, группа провела трансляцию на V-Live где было объявлено, что они вернутся впервые за четыре года до зимы 2021 года.
15 ноября группа выпустила второй сингловой альбом Re: T-ara в сотрудничестве с Dingo Music.

## Участницы

### Нынешний состав

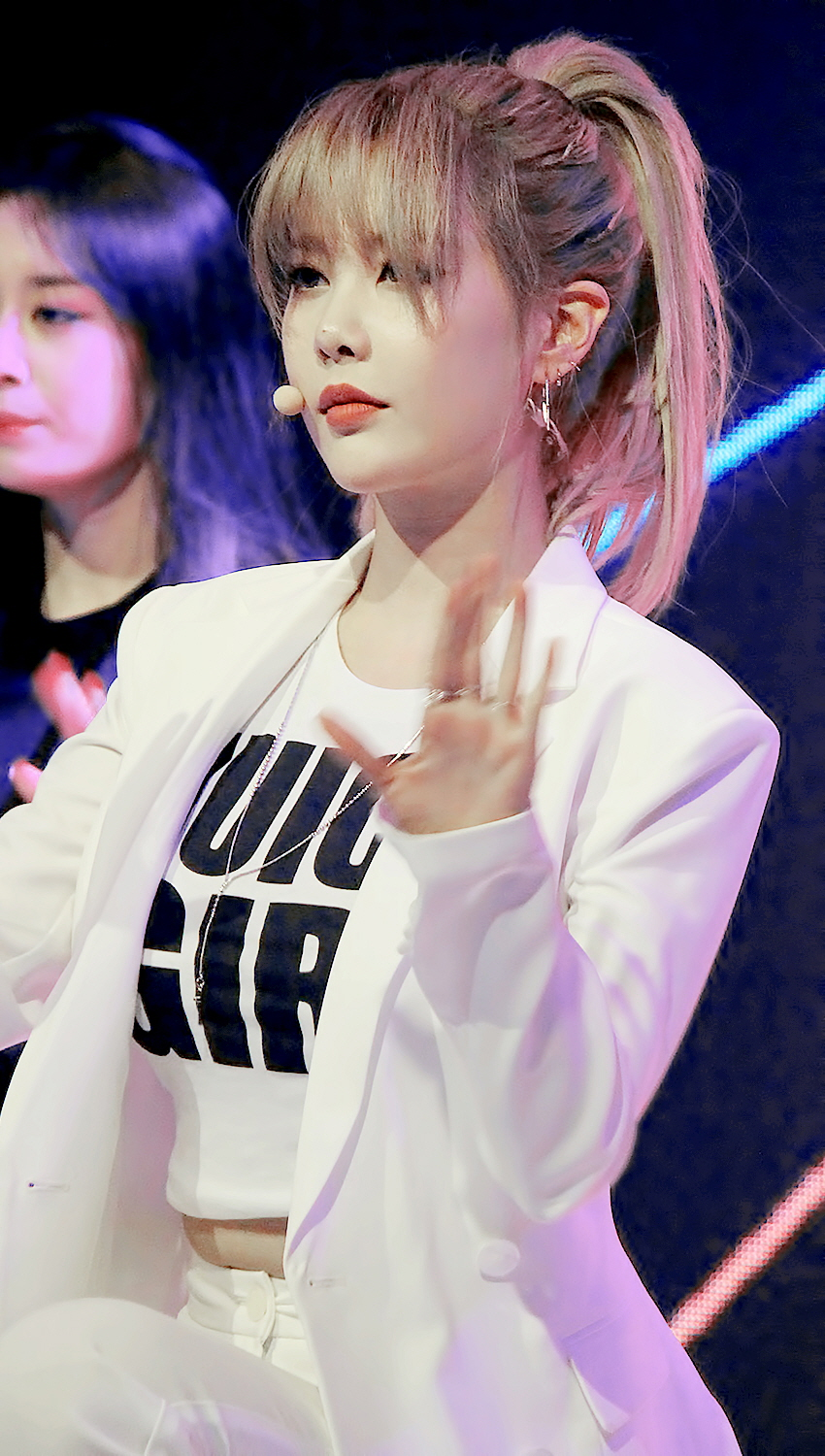
Кьюри
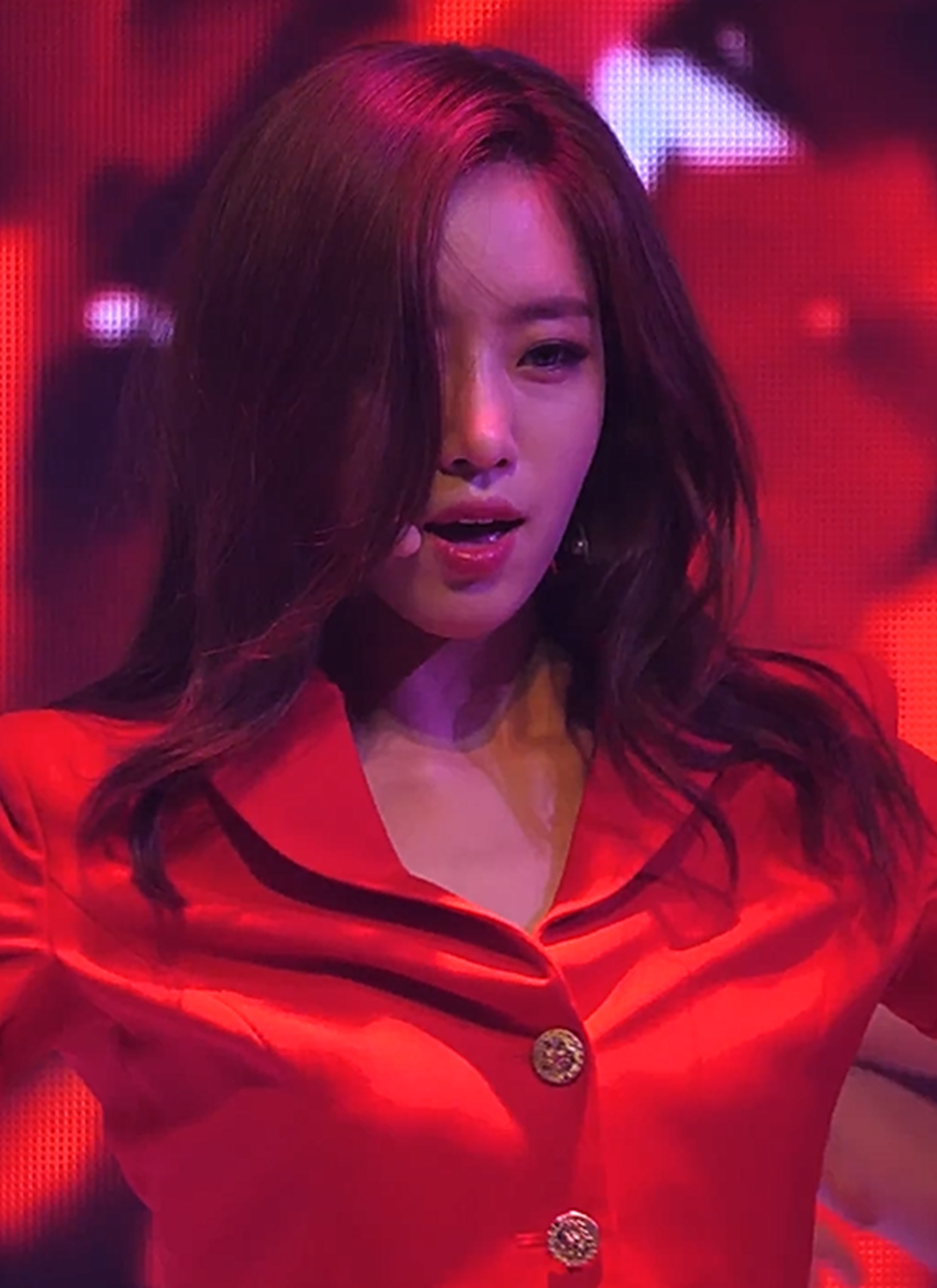
Ынчжон
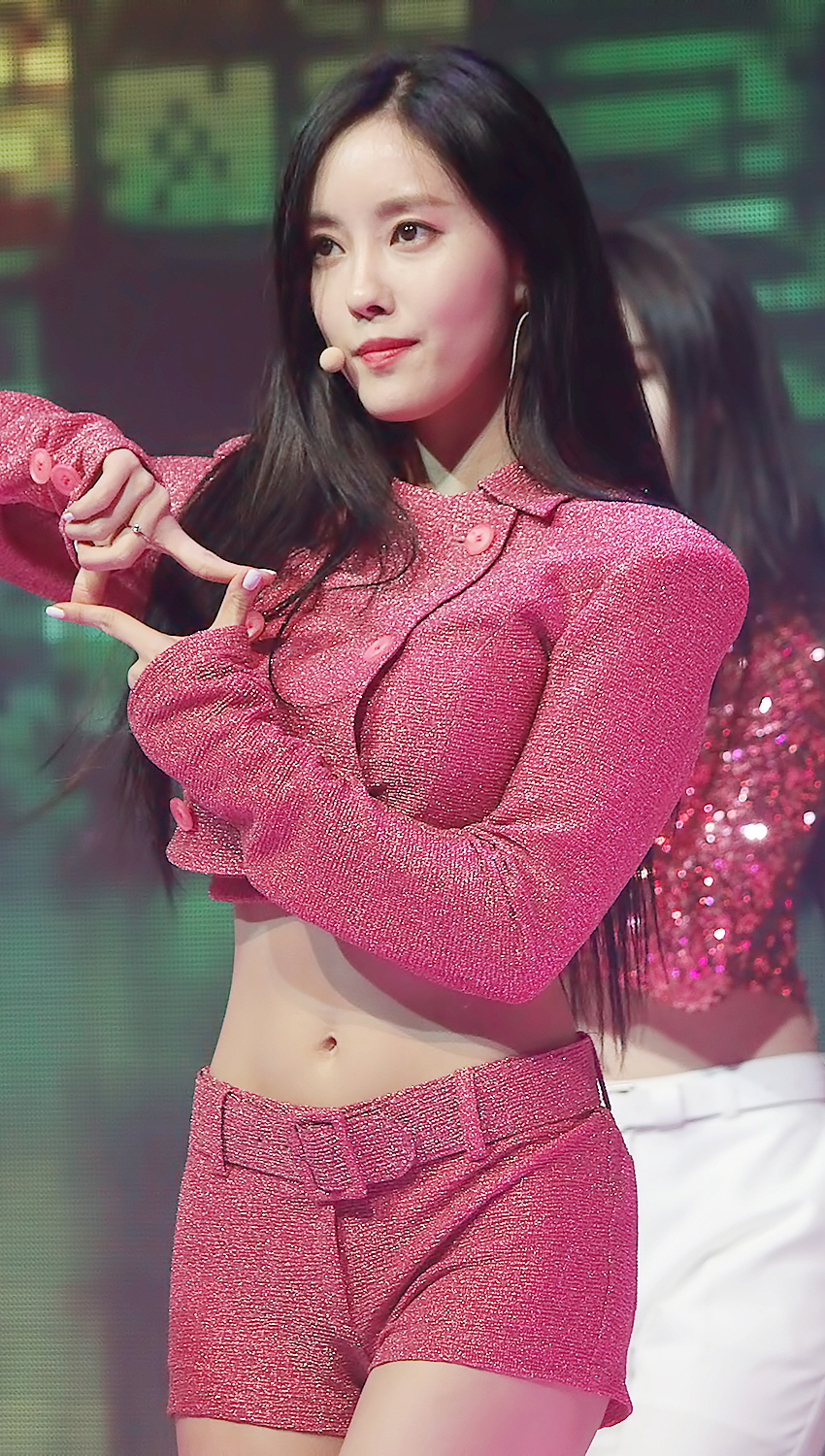
Хёмин
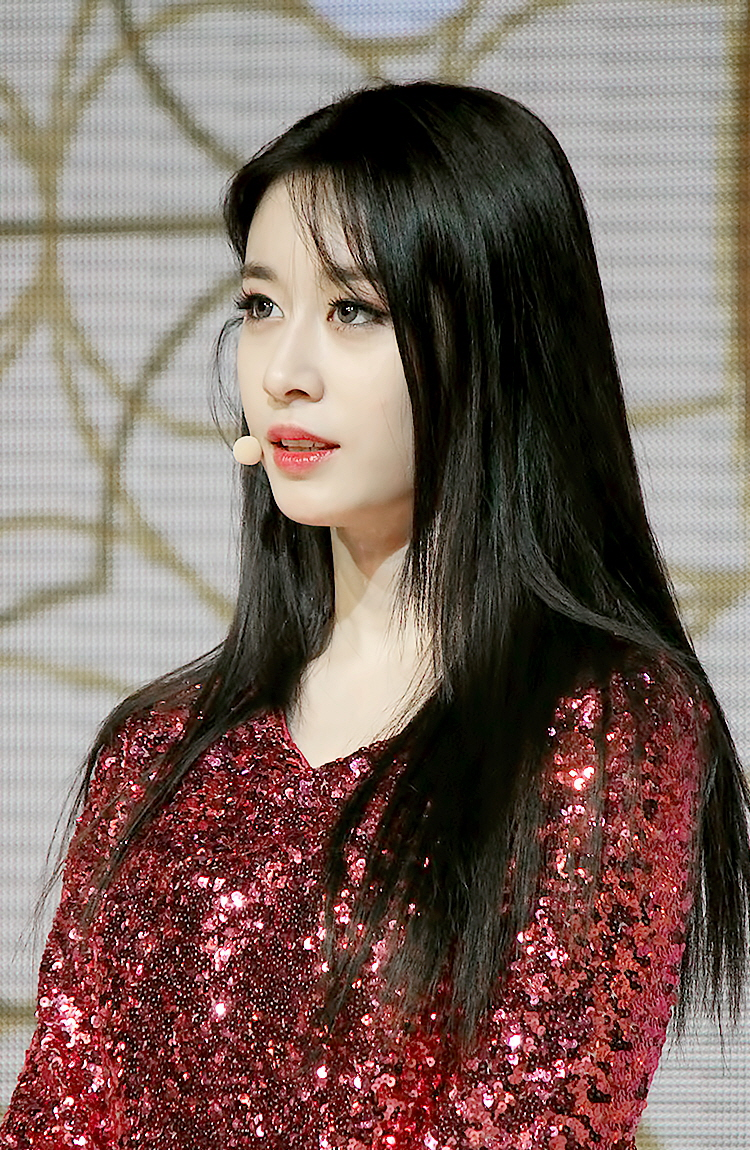
Чжиён

| Сценический псевдоним, годы активности | Сценический псевдоним, годы активности | Настоящее имя | Настоящее имя | Дата рождения | Позиция в группе                                                            |
| Основной                               | Другой                                 | На русском    | Хангыль       | Дата рождения | Позиция в группе                                                            |
| -------------------------------------- | -------------------------------------- | ------------- | ------------- | ------------- | --------------------------------------------------------------------------- |
| Кьюри (2009-н. В.)                     | Qri                                    | Ли Чжи Хён    | 이지현        | 12.12.1986    | Лидер (с июля 2013 года), саб-вокалистка                                    |
| Ынчжон (2009-н. В.)                    | Eunjung                                | Хам Ын Чжон   | 함은정        | 12.12.1988    | Главная вокалистка, Ведущий рэпер, бывший лидер (июль 2009—июль 2010)       |
| Хёмин (2009-н. В.)                     | Hyomin                                 | Пак Сон Ён    | 박선영        | 30.05.1989    | Вокалистка, главный рэпер, ведущий танцор, бывший лидер (июнь—декабрь 2011) |
| Чжиён (2009-н. В.)                     | Jiyeon                                 | Пак Чжи Ён    | 박지연        | 07.06.1993    | Лицо группы,главный танцор, вокалистка, макнэ                               |

### Бывшие участницы
| Сценический псевдоним, годы активности | Сценический псевдоним, годы активности | Настоящее имя | Настоящее имя | Дата рождения | Позиция в группе                                   |
| Основной                               | Другой                                 | На русском    | Хангыль       | Дата рождения | Позиция в группе                                   |
| -------------------------------------- | -------------------------------------- | ------------- | ------------- | ------------- | -------------------------------------------------- |
| Борам (2009-2017)                      | Boram                                  | Чон Бо Рам    | 전보람        | 22.03.1986    | Вокалистка, лидер (июль 2010—июнь 2011)            |
| Чжиэ (2006-2009(пре-дебют))            | Jiae                                   | Ли Чжи Э      | 이지애        | 06.08.1987    | Вокалистка, лидер (до дебюта)                      |
| Соён (2009-2017)                       | Soyeon                                 | Пак Ин Чжон   | 박인정        | 05.10.1987    | Главная вокалистка, лидер (декабрь 2011—июль 2013) |
| Чживон (2006-2009(пре-дебют))          | Jiwon                                  | Ян Чжи Вон    | 양지원        | 05.04.1988    | Вокалистка                                         |
| Хваён (2010-2012)                      | Hwayoung                               | Рю Хва Ён     | 류화영        | 22.04.1993    | Главный рэпер                                      |
| Арым (2012-2013)                       | Areum                                  | Ли А Рым      | 리아름        | 19.04.1994    | Вокалистка, рэпер, макнэ                           |

## Дискография
| Корейские альбомы Студийные альбомы Absolute First Album (2009) Мини-альбомы Temptastic (2010) John Travolta Wannabe (2011) Black Eyes (2011) Day by Day (2012) Again (2013) And & End (2014) So Good (2015) Remember (2016) What’s My Name? (2017) | Японские альбомы Студийные альбомы Jewelry Box (2012) Treasure Box (2013) Gossip Girls (2014) |  |

## Концертные туры
- T-ara X’mas Premium Live (2011)
- T-ara Japan Tour 2012: Jewelry Box (2012)
- T-ara Japan Showcase «Banisuta» (2013)
- T-ara Japan Tour 2013: Treasure Box (2013)
- T-ara Great China Tour (2015)

## Опубликованные работы
- Sparkle (2012) Токио: Gentosha, 2012. ISBN 978-4344021594.
- T-ara Private Book (2013) Токио: Kodansha, 2013. ISBN 978-4062182201.